# グアム国際空港
グアム国際空港（グアムこくさいくうこう、英語: Guam International Airport）、正式名称アントニオ・B・ウォン・パット国際空港（英語: Antonio B. Won Pat International Airport）は、アメリカ合衆国グアムの国際空港である。

## 概要
3,000メートル級の滑走路を2本持つ、グアムの観光中心地タムニンとバリガダにまたがる高台に位置するグアム唯一の国際空港である。24時間運用されており、特に日本等への早朝便や日本等からの深夜到着便も多い。旅客ターミナルの他に貨物専用ターミナルも完備されており、貨物専用便の発着も多い。
ユナイテッド航空の太平洋地域におけるハブ空港である。
2012年11月19日より、仙台空港と姉妹空港提携を締結した。

## 歴史
第二次世界大戦以前、サンフランシスコからハワイ経由でグアムに乗り入れていたパンアメリカン航空は飛行艇でグアム島内に乗り入れていた。その後、第二次世界大戦中の1943年に当時グアム島を占領していた大日本帝国海軍の飛行場として建設された。

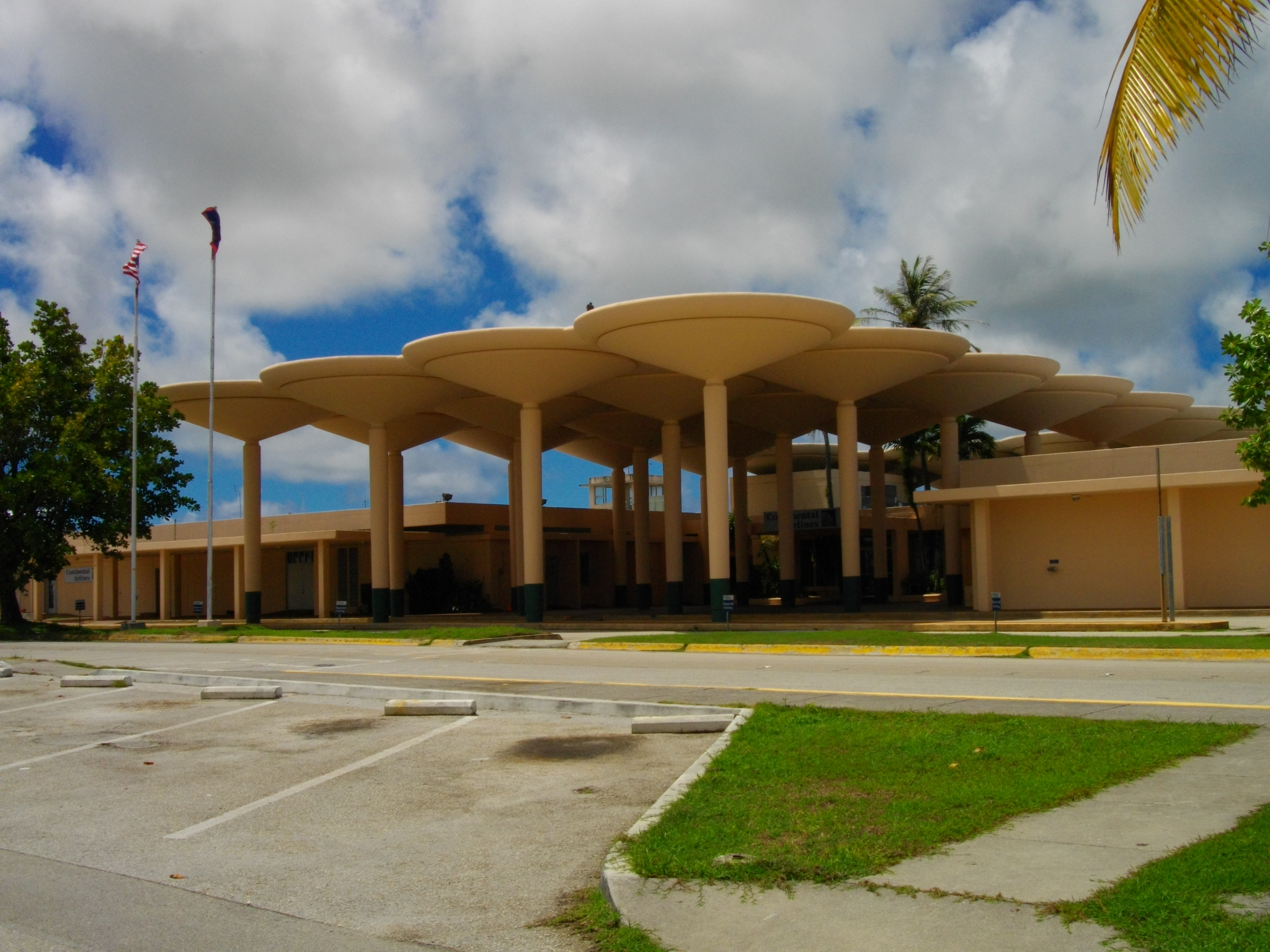
旧旅客ターミナル

1944年7月から8月にかけて行われたグアムの戦いでグアムを奪還したアメリカ軍は、この飛行場をアメリカ陸軍航空軍（アメリカ空軍の前身）の基地「アガナ飛行場」とした。1949年にはアメリカ海軍に移管され「アガナ海軍航空基地」となり、1995年まで軍事基地として使用された。
1964年より民間供用が開始され、パンアメリカン航空やコンチネンタル航空、ノースウェスト航空が就航を開始した。1967年にはパンアメリカン航空が東京国際空港との路線を開設した。
最初の本格的な旅客ターミナルは1982年に建てられた。1988年には旅客ターミナルの正式名称を、グアムから初めてアメリカ合衆国下院議員となったアントニオ・B・ウォン・パットにちなんで「Antonio B. Won Pat Guam International Air Terminal」と改称した。1998年には国際線旅客の増加に対応して現在の旅客ターミナルが新設された。

## 旅客ターミナル設備

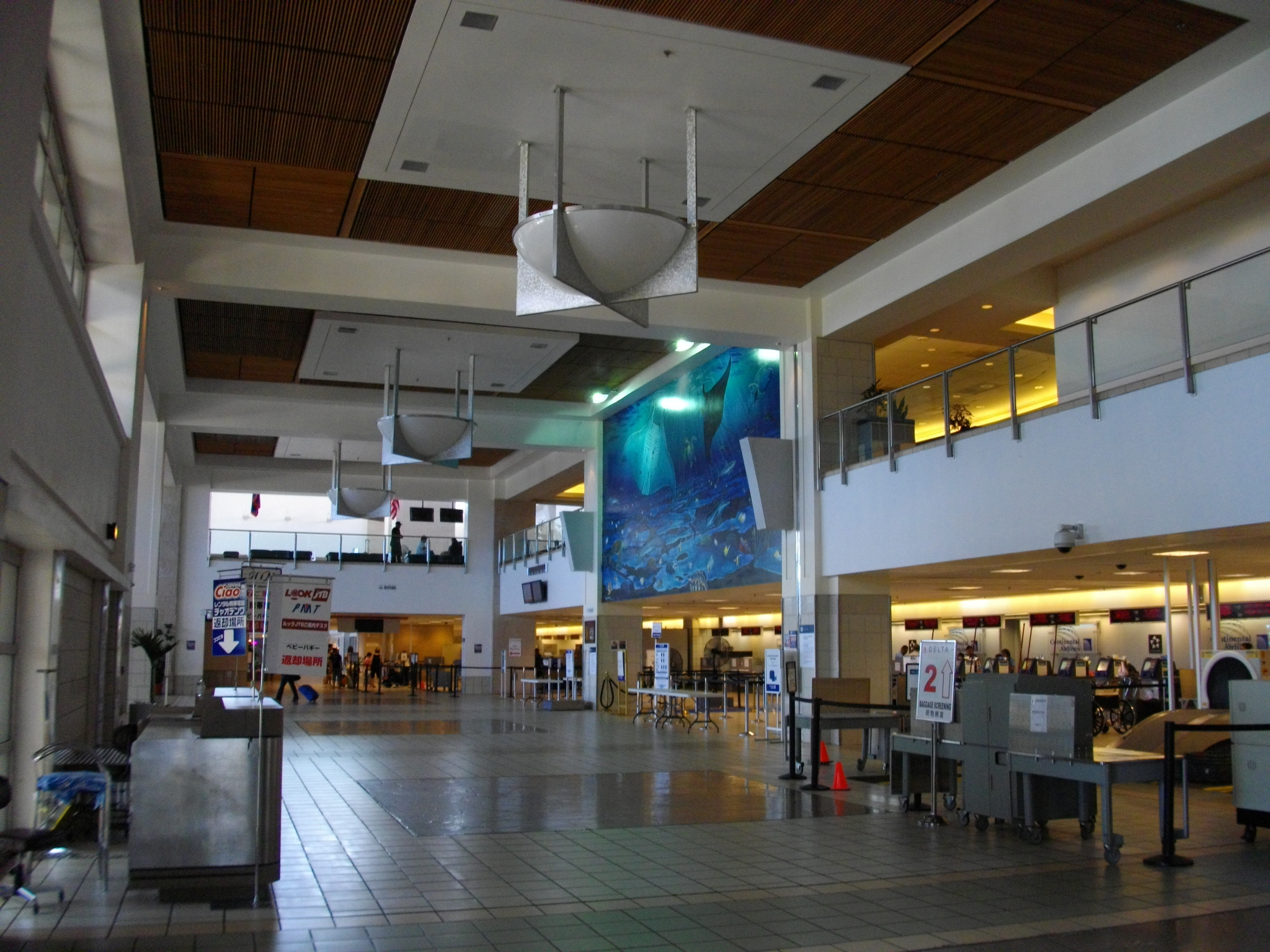
航空会社カウンター

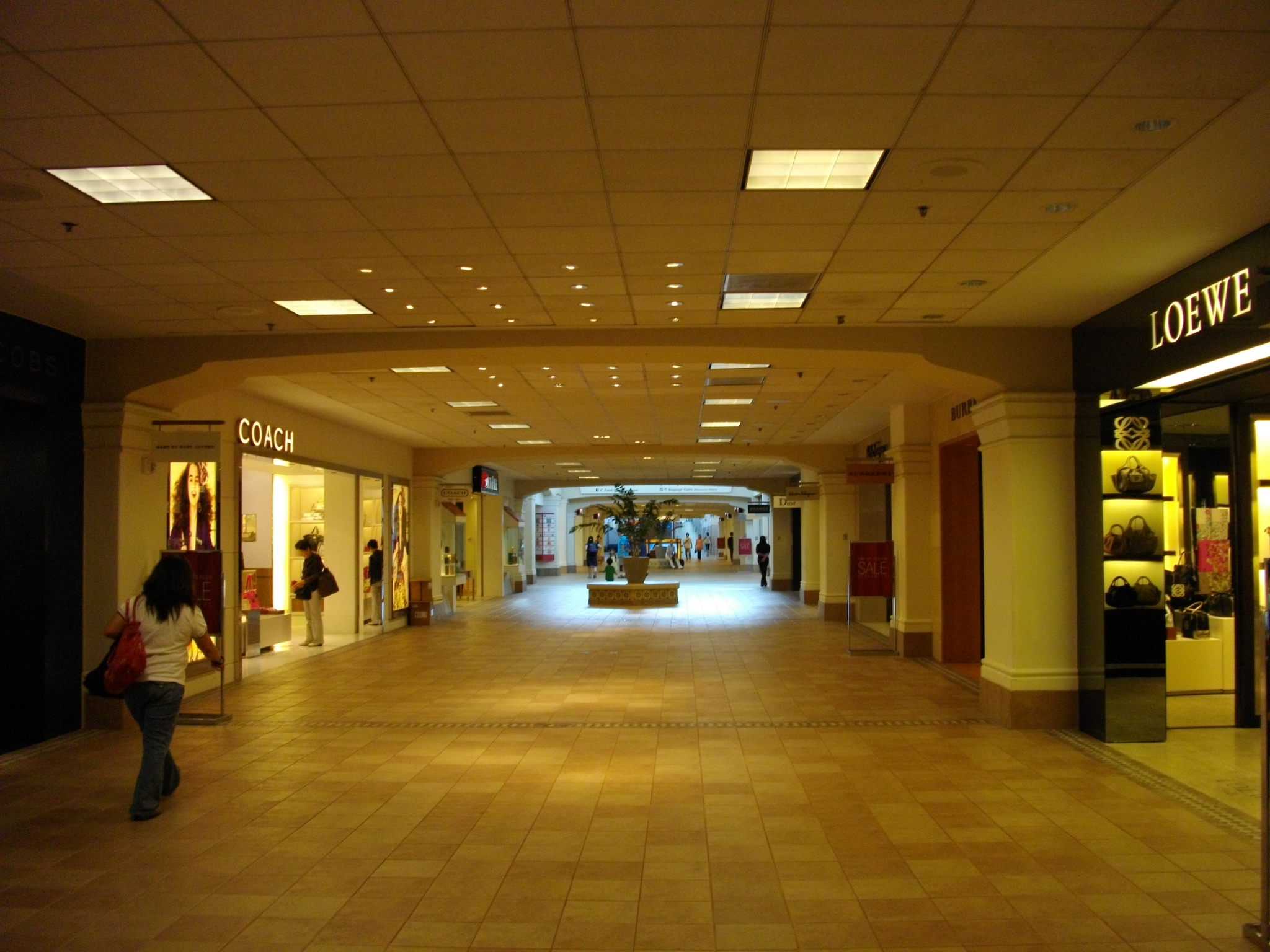
免税店

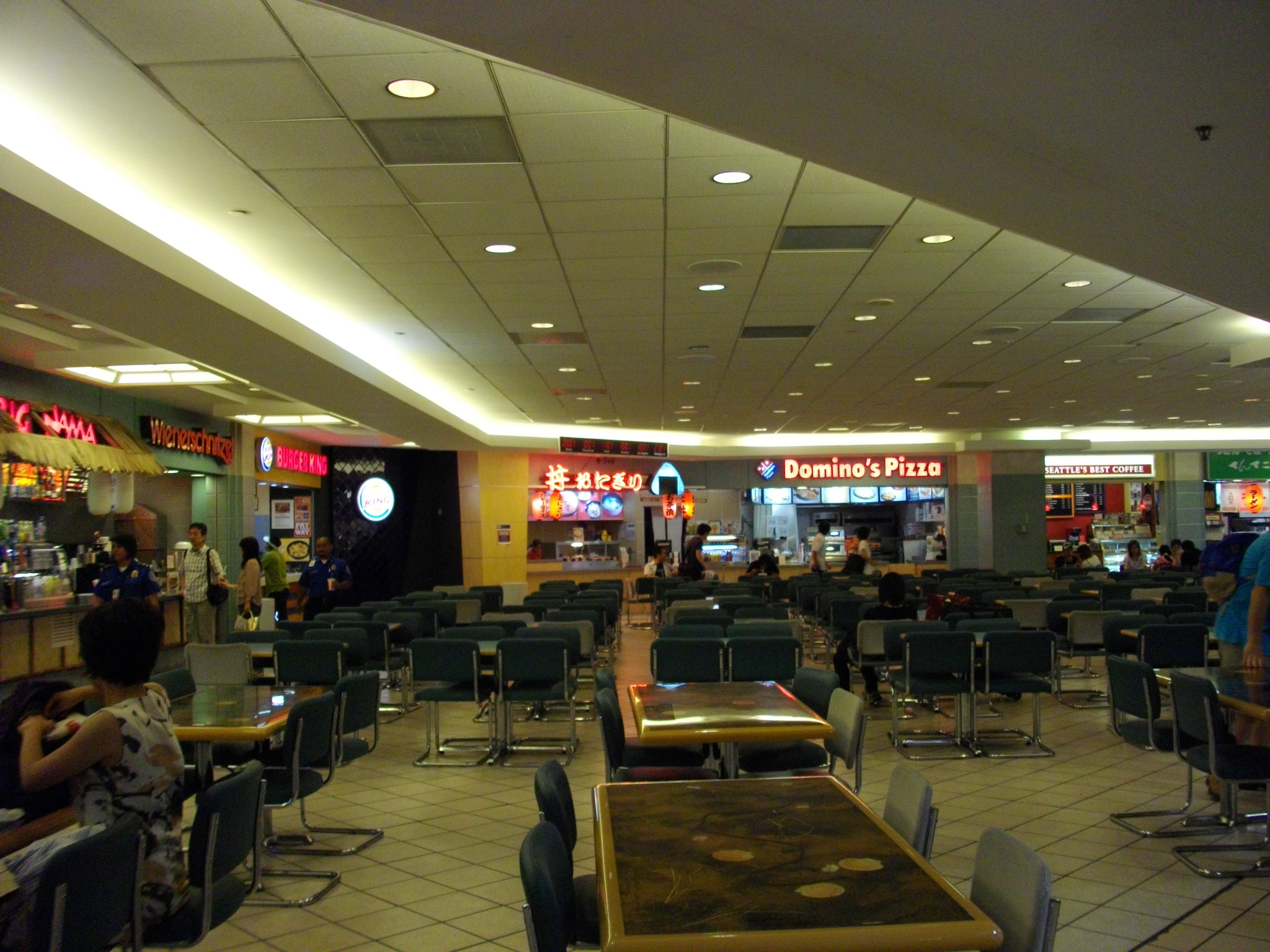
フードコート

1998年9月に供用が開始された旅客ターミナルは、約550,000平方フィート（約51,000平方メートル）の面積を持ち、710台分の一般利用客向け平置き駐車場が併設されている。国内線と国際線に対応しており、日本や大韓民国などからの国際線旅客の利用に対応して免税店や土産物店、高級ブランドのブティックも多く設けられている。

### 制限区域外
- レストラン
- バー
- 土産物店
- 両替所
- ATM
- 航空会社カウンター
- 旅行会社ツアーデスク
- レンタカーデスク
- タクシー乗り場
- 駐車場

### 制限区域内
- フードコート
- バー
- 免税店
- 土産物店
- 書店
- ブティック
  - エルメス、グッチ、ブルガリ、ラルフ・ローレン、バーバリーなど
- 空港ラウンジ

## 出入国管理
入国管理はアメリカ国土安全保障省税関・国境警備局（CBP）が行い、通関はグアム政府の税関・検疫所が行っている。また出国時のセキュリティ・チェックはアメリカ国土安全保障省の運輸保安庁が行っている。
日本国籍を含む十数カ国の国籍保持者は、入国する際に「グアム-北マリアナ諸島連邦ビザ免除プログラム」という当該地域専用ビザ免除プログラムも利用することができる。これは通常アメリカ合衆国の州へ入国時に義務付けられている電子渡航認証システム（ESTA）を申請することなく、入国できる制度である（ただしグアム・北マリアナ諸島のみの滞在に限る）。
上記の通り、アメリカ本土とは異なる入国管理を実施していることから、ホノルルへの直行便（2023年現在、ユナイテッド航空のみ）は、搭乗に際してCBPによる再度の入国審査を受けることになり、専用の入国審査台、搭乗口が設置されている。

## 就航航空会社と就航地
| 航空会社                                 | 就航地 | 備考 |
| ---------------------------------------- | --- | ---- |
| ユナイテッド航空（UA）                   | ホノルル サイパン、マニラ、パラオ、東京/羽田、東京/成田、大阪/関西、名古屋/中部、台北/桃園、ヤップ、チューク、ポンペイ、コスラエ、クェゼリン、マジュロ |      |
| アジア・パシフィック・エアラインズ（P9） | ホノルル パラオ、ヤップ、チューク、ポンペイ、コスラエ、クェゼリン、マジュロ                                                                            | 貨物 |
| 日本航空（JL）                           | 東京/成田 |      |
| 大韓航空（KE）                           | ソウル/仁川、釜山 |      |
| ジンエアー（LJ）                         | ソウル/仁川、釜山 |      |
| チェジュ航空（7C）                       | ソウル/仁川 |      |
| ティーウェイ航空（TE）                   | ソウル/仁川、大阪/関西、大邱(大阪/関西経由) |      |
| フィリピン航空（PR）                     | マニラ |      |

2025年7月現在　

### 運休・廃止路線
| 航空会社                                                                | 就航地                                                                                |
| ----------------------------------------------------------------------- | ------------------------------------------------------------------------------------- |
| JALウェイズ                                                             | 東京/成田、大阪/関西、名古屋/小牧                                                     |
| 全日本空輸 (エアージャパンに運航委託)                                   | 東京/成田                                                                             |
| ユナイテッド航空 (一部、コンチネンタル・ミクロネシアより路線を引き継ぐ) | 札幌/新千歳、仙台、新潟、名古屋/小牧、岡山、広島、福岡、那覇、ケアンズ、シカゴ/オヘア |
| コンチネンタル・コネクション                                            | ロタ、サイパン                                                                        |
| ノースウエスト航空                                                      | 東京/成田、大阪/関西、名古屋/中部、名古屋/小牧                                        |
| デルタ航空 (ノースウエスト航空より引き継ぐ)                             | 東京/成田、大阪/関西、名古屋/中部                                                     |
| チャイナエアライン                                                      | 台北/桃園                                                                             |
| エバー航空                                                              | 台北/桃園                                                                             |
| スターラックス航空                                                      | 台北/桃園                                                                             |
| 大韓航空                                                                | 済州(大阪/関西経由)、大阪/関西                                                        |
| エアプサン                                                              | 釜山                                                                                  |
| エアソウル                                                              | ソウル/仁川                                                                           |
| セブパシフィック航空                                                    | マニラ                                                                                |

## 交通
グアムの経済及び観光の中心地であるハガニアやタモンへ車で15分程度の距離にある。島内の主なホテルへシャトルバスが運行されている。またタクシーも多く使用されている。アメリカや日本の大手レンタカー会社のデスクも完備されている。空港内のレンタカーデスクは乗り入れ便に合わせ24時間営業している。

## 事故
1997年8月6日深夜、ソウル・金浦国際空港発、グアム国際空港行きの大韓航空801便（ボーイング747-300）が、空港西側のミニッツヒルの丘に墜落。乗員乗客237人の内228人が死亡する大惨事となった。